# Mount Hill, Antarktis
Mount Hill är ett berg i Antarktis. Det ligger i Västantarktis. Argentina, Chile och Storbritannien gör anspråk på området. Toppen på Mount Hill är 945 meter över havet, eller 444 meter över den omgivande terrängen. Bredden vid basen är 10,1 km.
Terrängen runt Mount Hill är huvudsakligen kuperad. Trakten är obefolkad. Det finns inga samhällen i närheten.